# Musée d’Art naïf et d’Arts singuliers
Das Musée d’Art naïf et d’Arts singuliers (MANAS) ist ein städtisches Kunstmuseum auf dem Gelände der Burg Laval in Laval im Département Mayenne in der Region Pays de la Loire in Frankreich.

## Geschichte
Das Musée d’Art Naïf et d’Arts Singuliers wurde auf Initiative des naiven Künstlers Jules Lefranc (188–1972) und der Künstlerin Andrée Bordeaux Le Pecq, Präsidentin des Salons Comparaisons, unter dem Namen „Musée Henri Rousseau“ gegründet. Der Grundstock der Sammlung bestand aus Werken von Lefranc sowie einem Teil seiner Kunstsammlung, die er der Stadt Laval schenkte mit der Vereinbarung, dass ein der naiven Kunst gewidmetes Museum eingerichtet werden sollte. Die Urkunde über die Schenkung vom 25. Mai 1966 führte 17 Werke Lefrancs und 15 Gemälde aus seiner persönlichen Sammlung auf, darunter Werke von Marcel Favre, Léon Greffe, Louis Déchelette und Armand Knizian. Unterstützt wurde die Museumsgründung durch das „Inspection générale des Musées des Ministère des Affaires Culturelles“. Im Dezember 1966 wurde in den neuen Räumen des Musée d’art moderne de la Ville de Paris eine Vorläuferausstellung mit der Schenkung und zusätzlichen Leihgaben veranstaltet.
Als Standort für das neue Museum wurde das Erdgeschoss der mittelalterlichen Burg von Laval bestimmt. Zu dieser Zeit befand sich dort unter dem Begriff Musée du Vieux-Château ein ruhendes multidisziplinäres Museum, dessen archäologische, naturgeschichtliche und paläontologische Sammlungen an andere Standorte in der Stadt übertragen wurden. Die Objekte des ebenfalls dort untergebrachten Musée des Beaux Arts sind eingelagert und nur beschränkt einzusehen. Als am 20. Juni 1967 in der Burg Laval das Museum für naive Kunst eröffnet wurde, war es die erste französische Einrichtung, die sich dieser Kunstrichtung widmete. Die Sammlung wurde durch Schenkungen anderer Künstler und ab den 1980er Jahren durch Ankäufe bei Galeristen oder im Rahmen von öffentlichen Versteigerungen erweitert. Im Laufe der Zeit weitete sich die Sammlungspolitik des Museums aus und zeigt neben naiver Kunst auch autodidaktische Werke aus dem Grenzbereich von „singulärer Kunst“ bis zur Art brut.

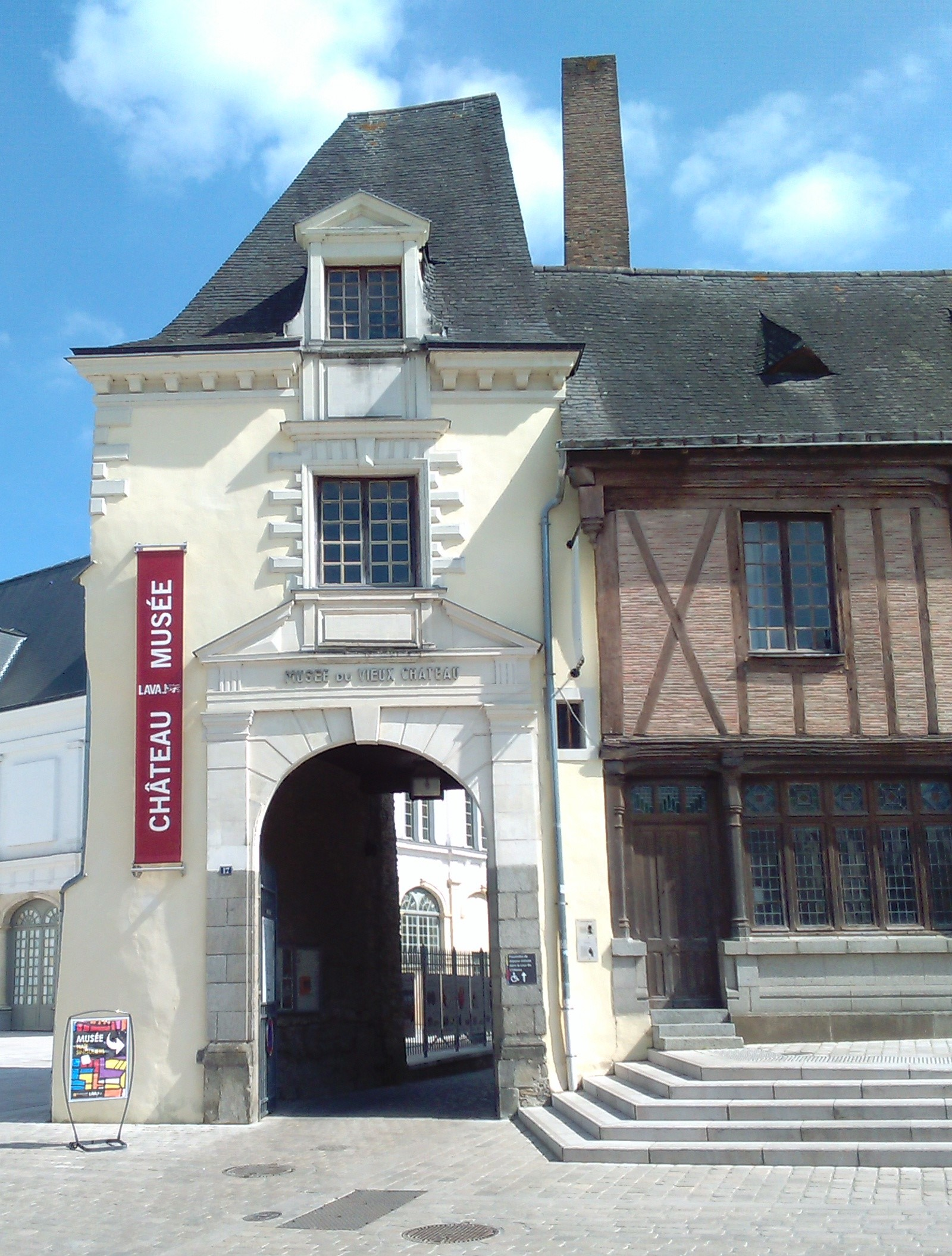
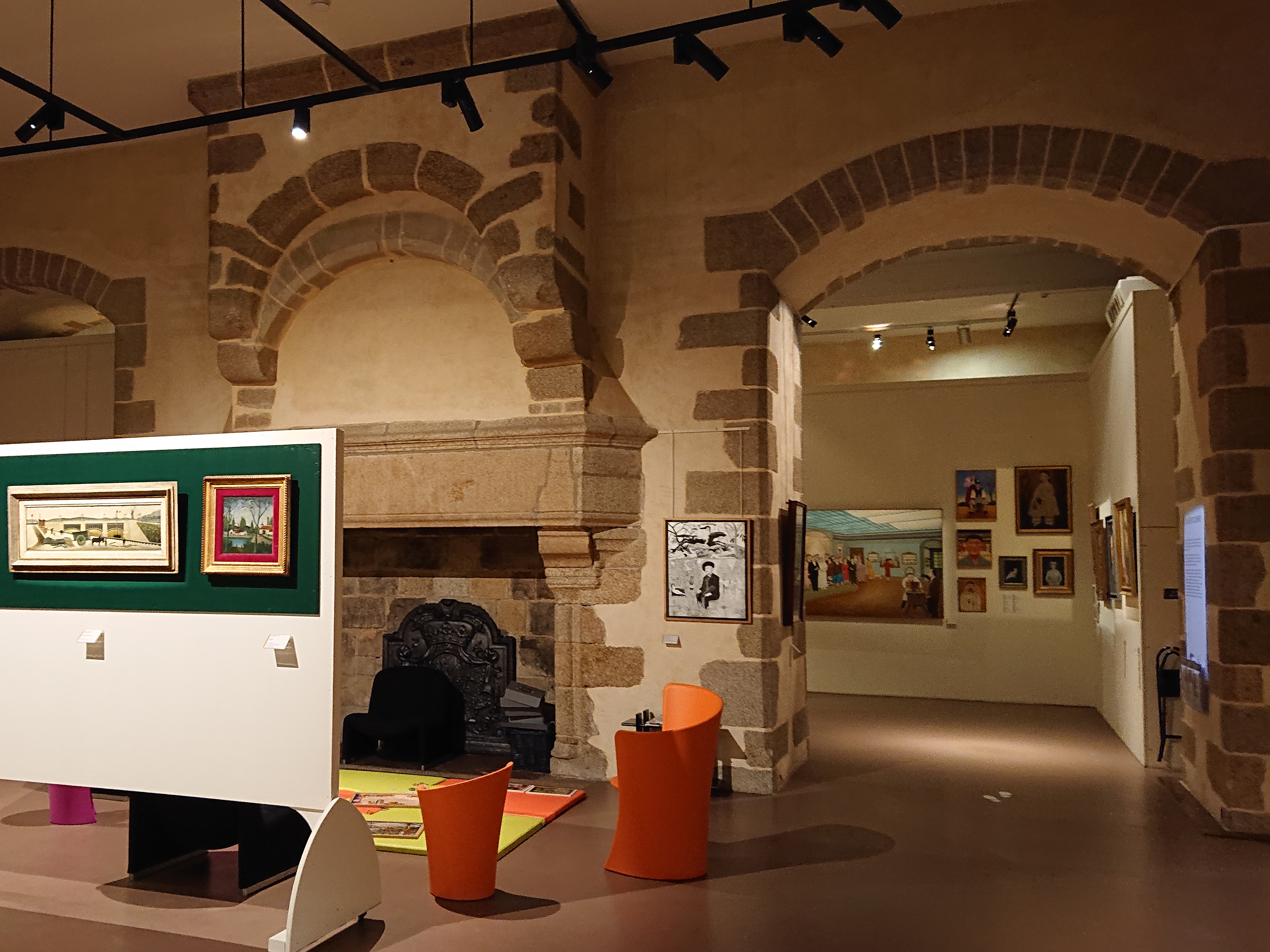
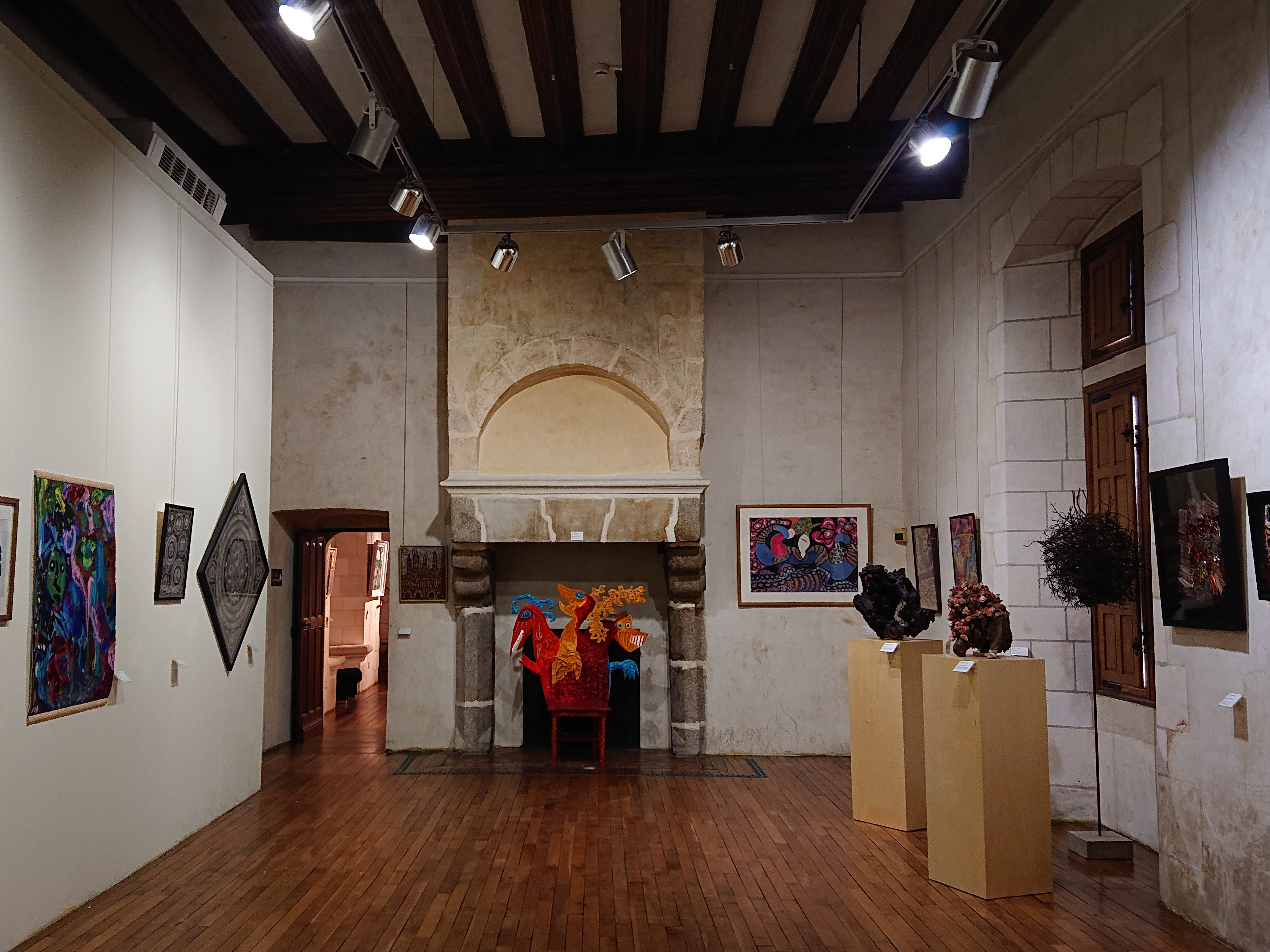
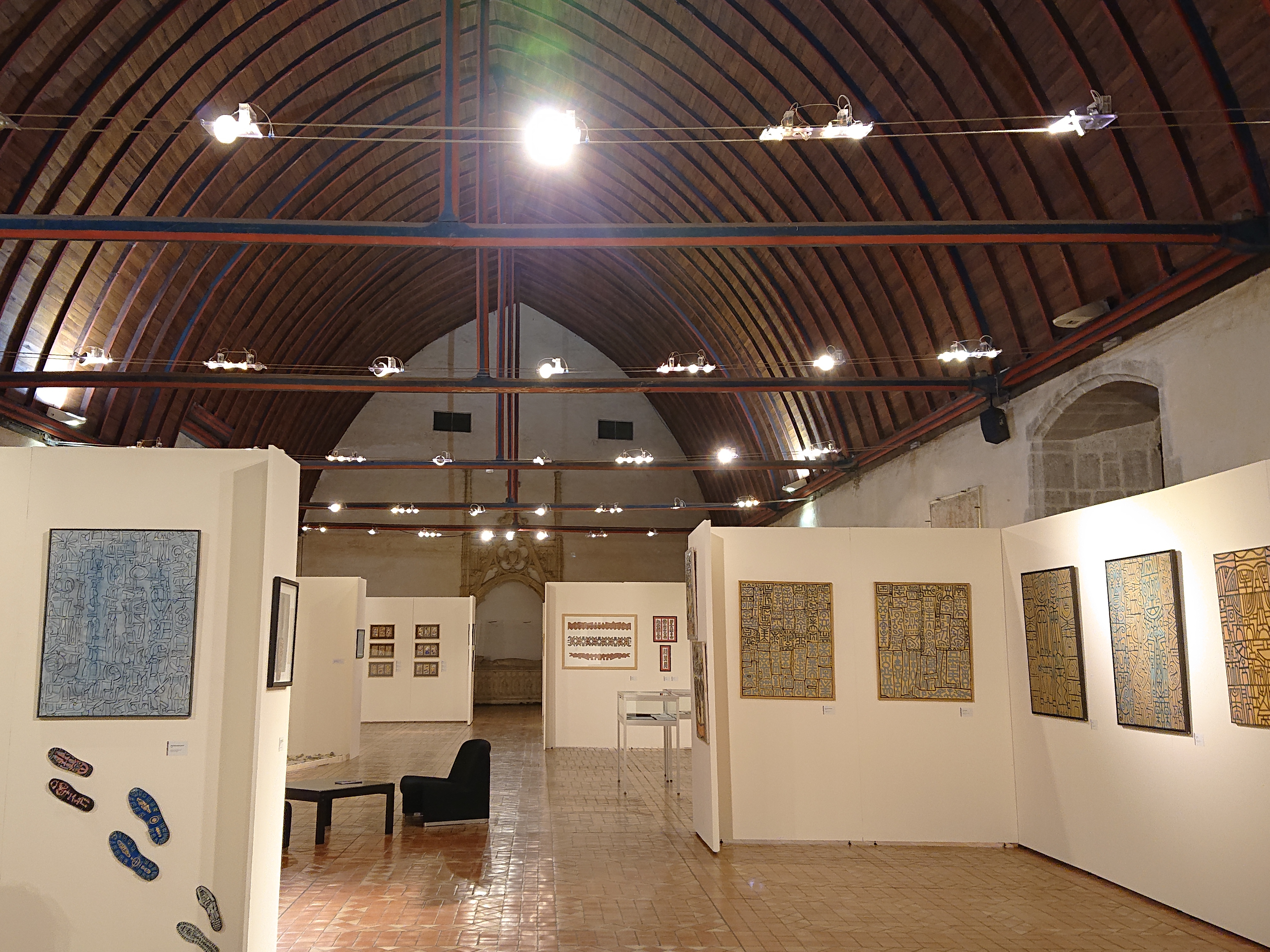

## Museum
Auf einer Fläche von 1100 m² werden Werke aus der Sammlung und wechselnde Ausstellungen gezeigt. Direktorin des Museums ist Antoinette Le Falher.
Die Sammlung umfasst Werke, die sich der „naiven“ oder „singulären“ Kunst zurechnen lassen. Die Arbeiten dieser autodidaktischen Künstler bewegen sich am Rande akademischer Malerei, der Volkskunst oder der zeitgenössischen Kunst. Im Museumsbestand befinden sich unter anderem Arbeiten von André Bauchant, Baya, Camille Bombois, Danielle Le Bricquir, Aimée Castain, Louis Cattiaux, Gaston Chaissac, Véronique Filozof, Ivan Generalić, Émilie-Herminie Hanin, Eva Lallement, Séraphine Louis, Franjo Mraz, Adam Nidgorski, Ivan Rabuzin, Henri Rousseau, Jean-Joseph Sanfourche, Gérard Sendrey, Clovis Trouille und Louis Vivin.
2017 bestand die Sammlung aus 1800 Werken, darunter 58 Gemälde und Werke auf Papier von Lefranc und drei Ölgemälde des 1844 in Laval geborenen Malers Henri Rousseau: „La moisson au chateau“ (1885), „Vue de l’île Saint-Louis, prise du pont Henri IV“ (1909) und „Le Pont de Grenelle“ (1922). 2017 wurde dem Museum durch einen anonymen Besucher das Gemälde „Paysage avec pêcheur“ (Landschaft mit Fischer) zusammen mit einem Echtheitszertifikat Dora Valliers, einer der Spezialistinnen für Rousseau, geschenkt.

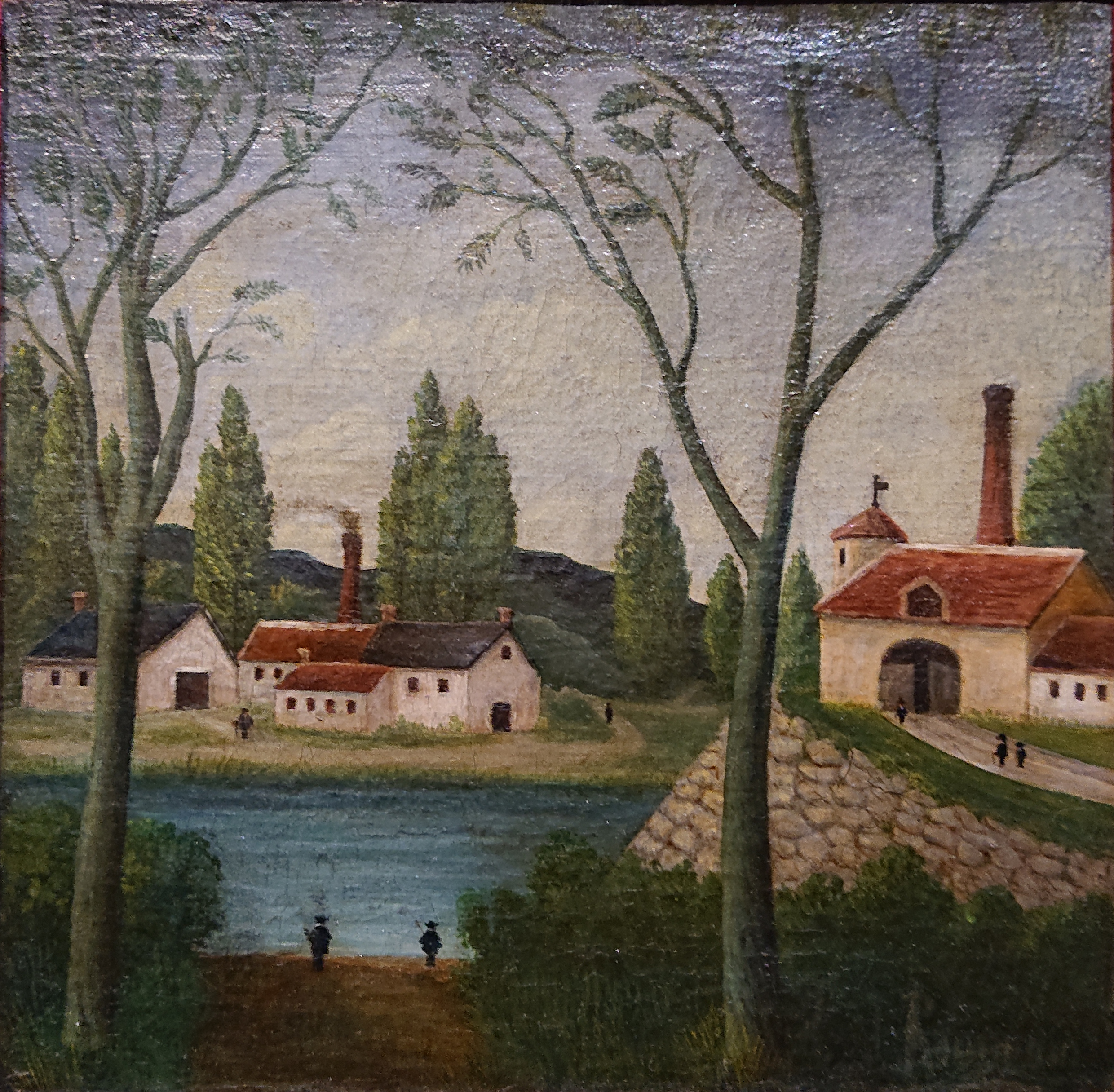
Paysage avec pêcheur, Henri Rousseau
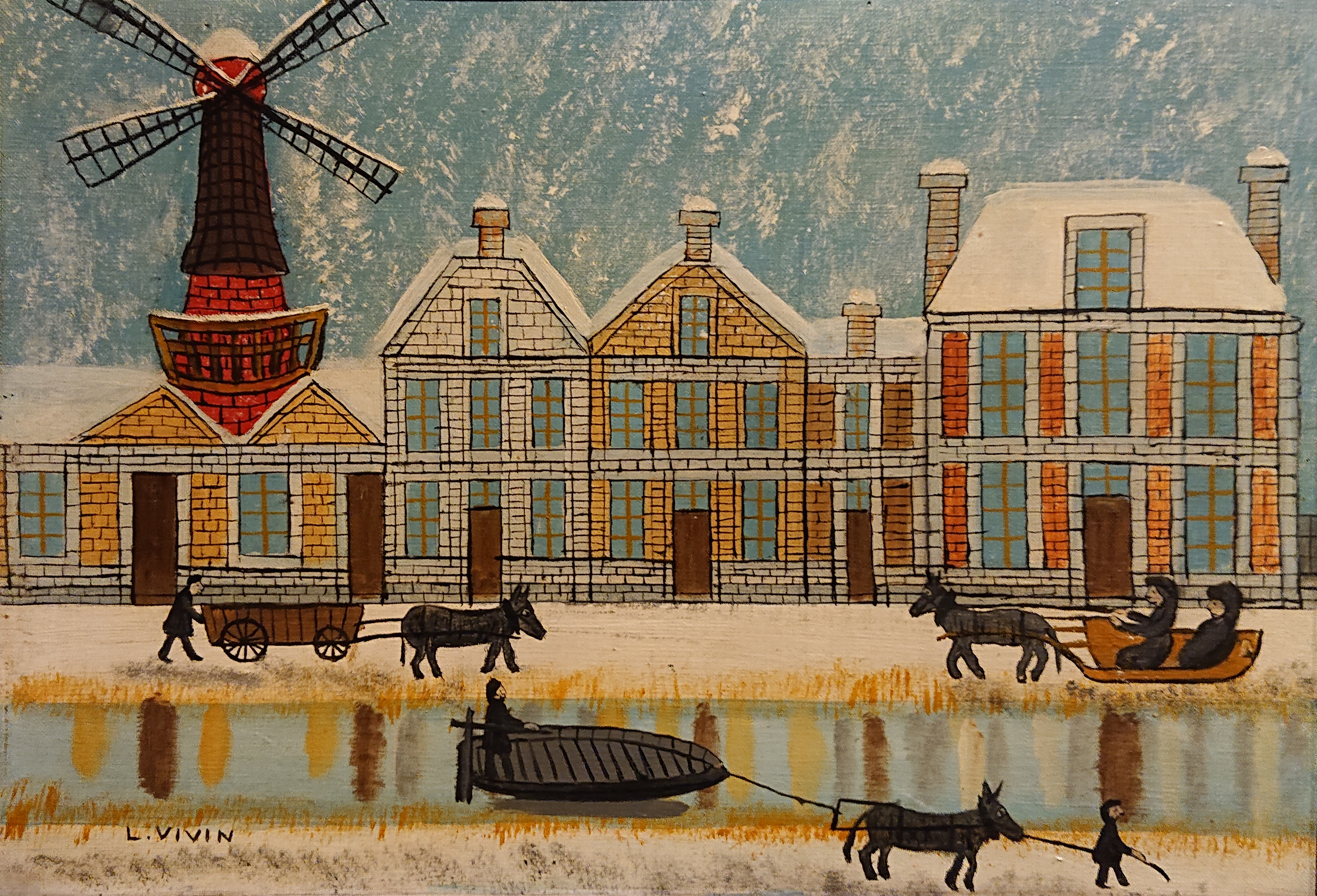
Canaux en hiver, Louis Vivin
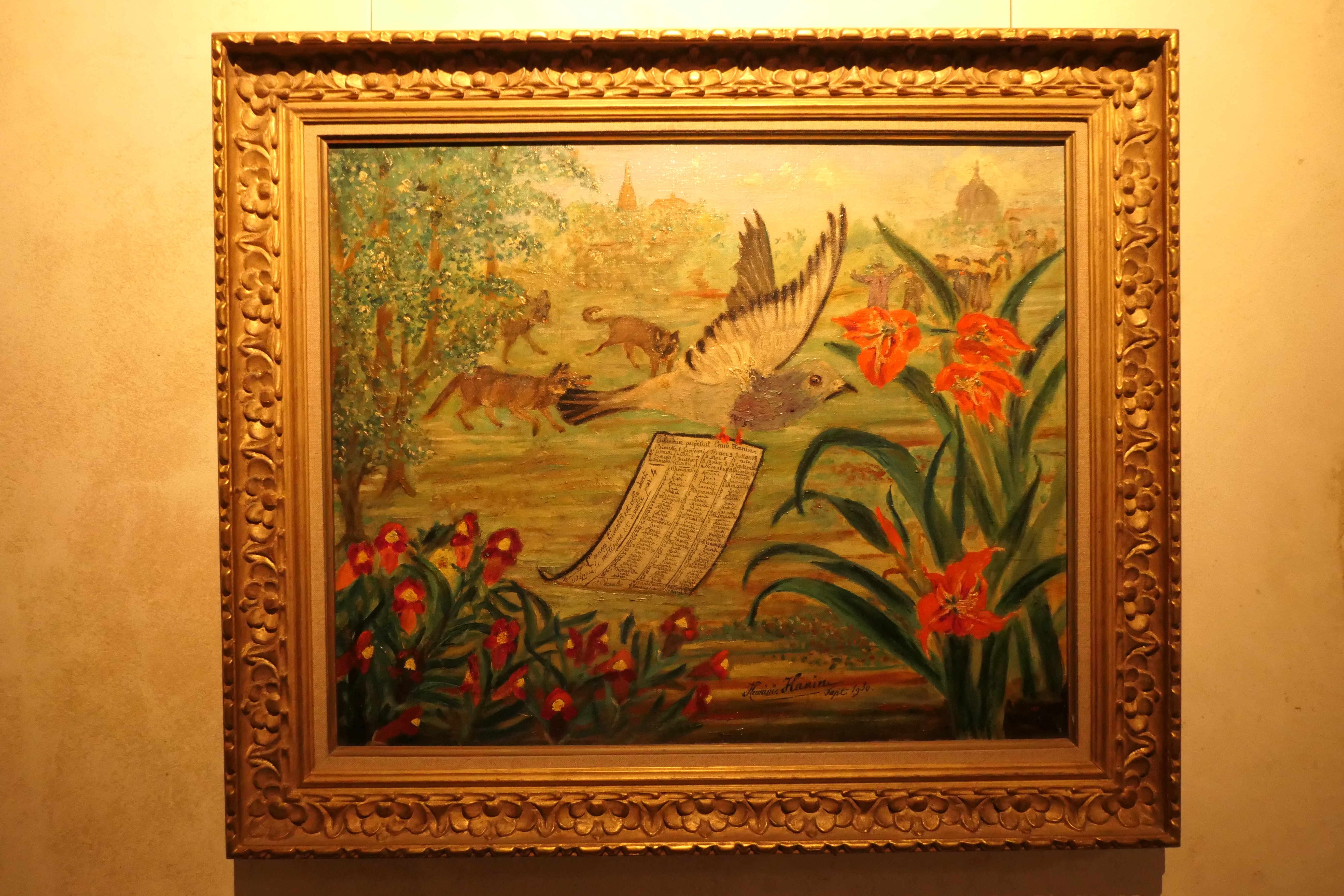
Le Calendrier de la Paix reçu sur Terre par différentes gueules de loup, Herminie Hanin
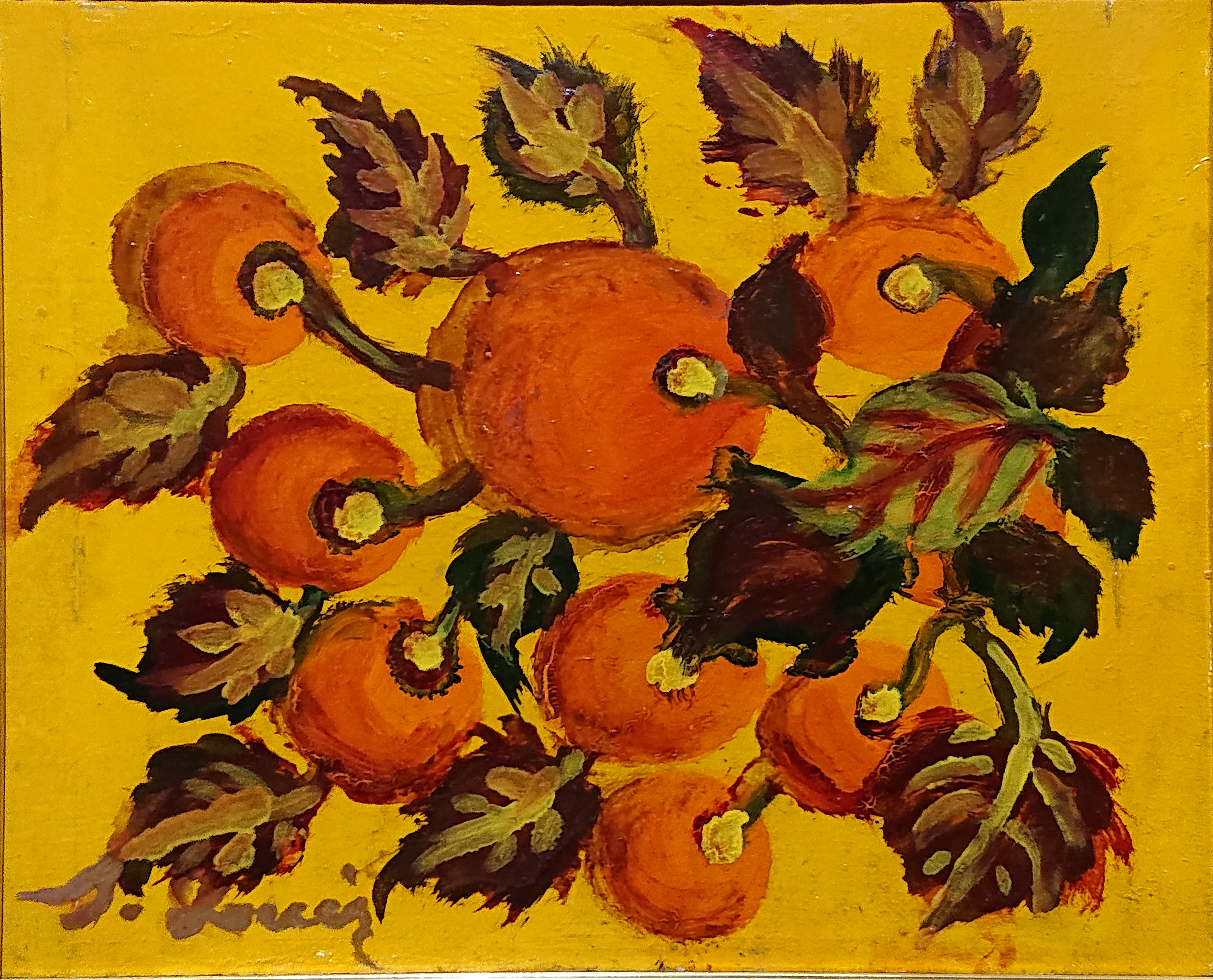
Bouquet de fruits, Séraphine Louis
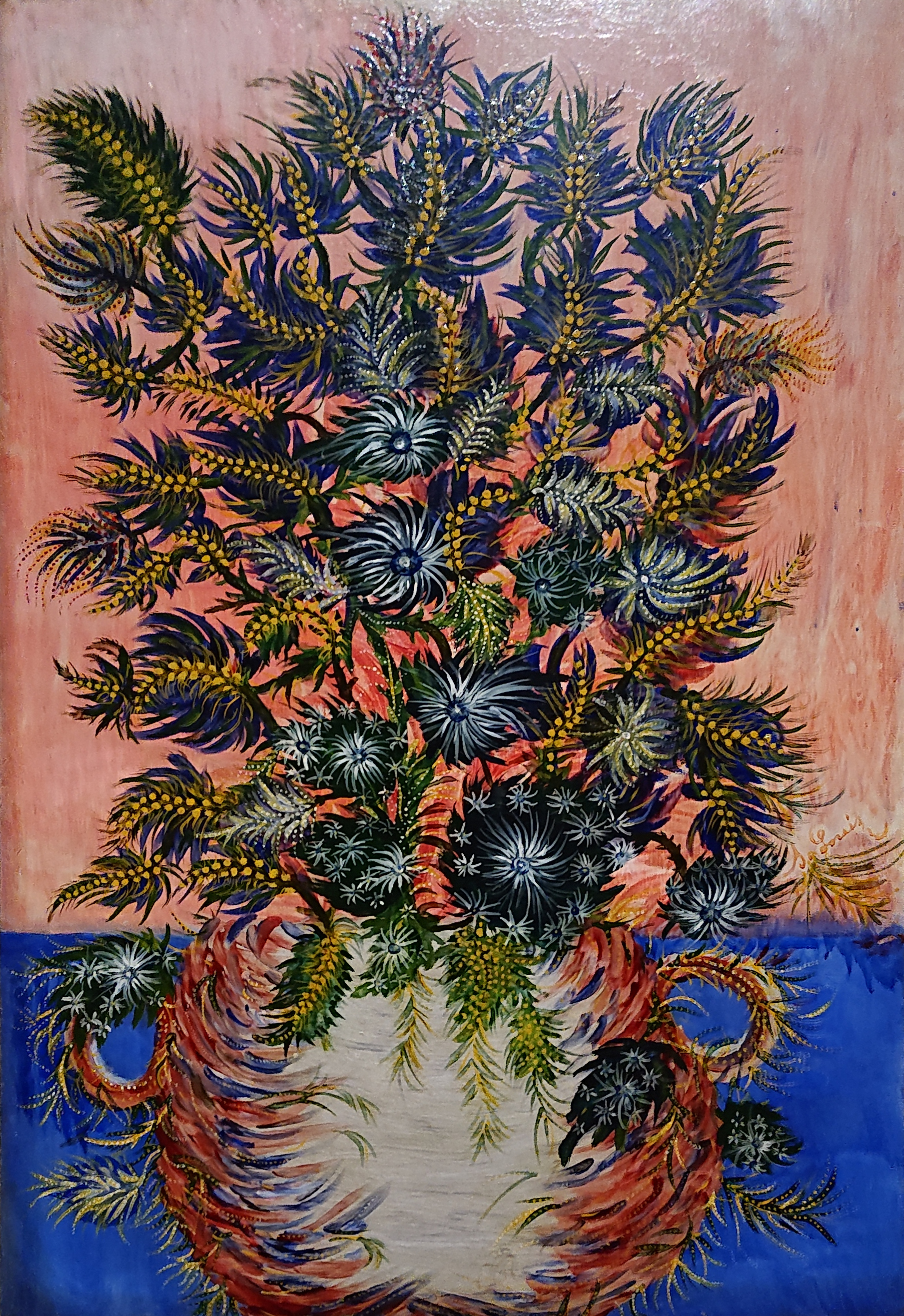
Le bouquet de mimosa, Séraphine Louis

## Ausstellungen (Auswahl)

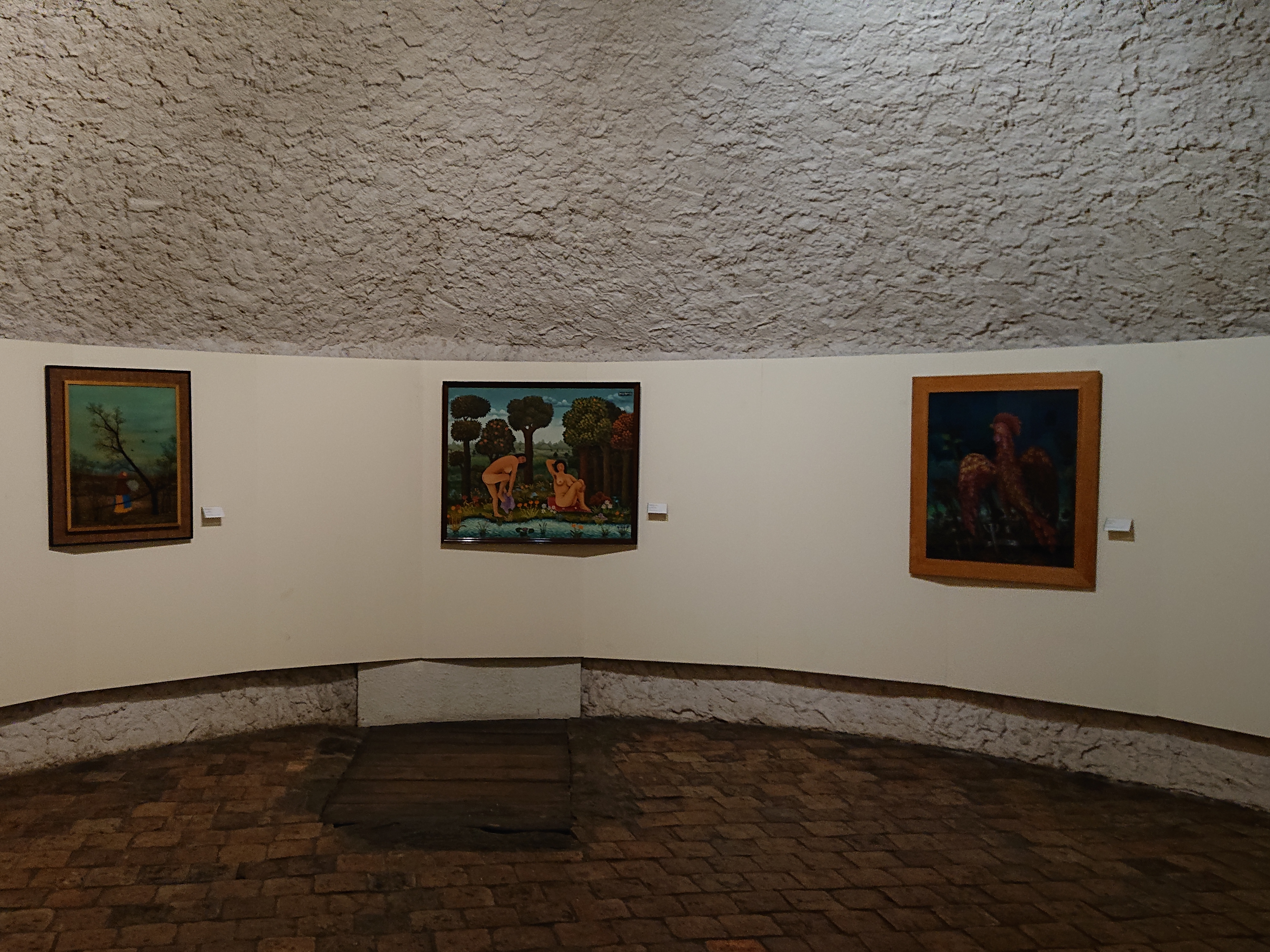

- 2023: Le singulier de l’art naïf – Collection Bruno Montpied
- 2023: Réminiscences – Éva Lallement
- 2019: François Monchâtre
- 2019: Ody Saban
- 2018: Cérès Franco en territoires imaginaires
- 2018: Gérard Sendrey
- 2017: Jules Lefranc. Un Certain Regard[2]
- 2016: Marie-Rose Lortet, Une incroyable histoire
- 2015: Jacqueline Benoit, une donation d’exception
- 2014: Adam Nidzgorski – Tapisseries et travaux textiles
- 2011: Mise en boîte de Jill Culiner, les investigations de l’inspecteur Myope
- 2010: Voyous, voyants, voyeurs, autour de Clovis Trouille
- 2010: Alain Lacoste, le veilleur inutile[14]
- 1985: Hommage à Louis Vivin
- 1977: Hommage à Jean-Pierre Bouvet
- 1967: Les Naïfs[15]